# IC 2900
IC 2900 је елиптична галаксија у сазвјежђу Лав која се налази на листи објеката дубоког неба у Индекс каталогу.
Деклинација објекта је + 13° 10' 4" а ректасцензија 11h 31m 29,6s. Привидна величина (магнитуда) објекта IC 2900 износи 16,9 а фотографска магнитуда 17,9. IC 2900 је још познат и под ознакама NPM1G +13.0274, PGC 1424467.